# 박현주 (작가)
박현주(1959년 7월 3일 ~ )는 대한민국의 텔레비전 드라마 작가이다. 집필한 드라마 중 많은 드라마가 흥행하였으나 자극적인 전개로 비판받기도 한다. 대표작으로는 아스팔트 사나이, 황금신부, 애정만만세 등이 있다.

## 학력
- 이화여자대학교 사회학 학사

## 이력
- 1993년 한국방송작가협회 회원

## 집필 활동
| 연도      | 제목              | 방송사 | 비고 |
| --------- | ----------------- | ------ | ---- |
| 1992      | 물 위를 걷는 여자 | SBS    |      |
| 1993      | 사랑의 조건       | SBS    |      |
| 1994      | 세 남자 세 여자   | SBS    |      |
| 1995      | 아스팔트 사나이   | SBS    |      |
| 1995-1996 | 엘레지            | SBS    |      |
| 1996-1997 | 연어가 돌아올 때  | SBS    |      |
| 1999-2000 | 달콤한 신부       | SBS    |      |
| 2000-2001 | 용서              | SBS    |      |
| 2002      | 나쁜 여자들       | SBS    |      |
| 2003      | 찔레꽃            | KBS1   |      |
| 2005      | 여왕의 조건       | SBS    |      |
| 2006      | 어느날 갑자기     | SBS    |      |
| 2007-2008 | 황금신부          | SBS    |      |
| 2008-2009 | 내 사랑 금지옥엽  | KBS2   |      |
| 2009-2010 | 살맛납니다        | MBC    |      |
| 2011-2012 | 애정만만세        | MBC    |      |
| 2013      | 원더풀 마마       | SBS    |      |
| 2015      | 여왕의 꽃         | MBC    |      |
| 2017-2018 | 밥상 차리는 남자  | MBC    |      |
| 2019      | 황금정원          | MBC    |      |

## 수상
- 2010년 MBC 연기대상 TV부문 올해 작가상